# 想い出のロックン・ローラー
『想い出のロックン・ローラー』（おもいでのロックン・ローラー、原題: ex fan des sixties）は、ジェーン・バーキンのスタジオ・アルバムである。ソロ・アルバムとして3枚目になるこのアルバムは1978年にリリースされた。アルバムのすべての歌がバーキンの内夫セルジュ・ゲンスブールによる作である。1960年代のロック・スターを歌った表題曲の他、ニューオーリンズ風のビート、エレガントなポップなど多様なサウンドアプローチがある斬新なアルバムであり、この内夫ゲンスブールの才能が存分に発揮されている。この作品によりバーキンの歌手としての地位が確立した。
このレコードは幾度かにわたりCD化され（フランス: 1998年・2001年、日本: 1999年・2011年など）、2001年フランス盤は、ボーナストラックが3曲付いている（「ジョニー・ジェーンのバラード Ballade De Johnny-Jane」、「Raccrochez C'Est Une Horreur」、「哀しみの影 Yesterday Yes A Day」）。
2011年日本盤は、ゲンスブール没後20年/ゲンスブール・フォーエヴァー&映画公開記念である。ゲンスブール没後20年ということでゲンスブール関連のCDとDVD計18作品が5月11日に同時リリースになり、その中の1枚が『想い出のロックン・ローラー』である。公開映画とは2010年のフランス映画で2011年5月21日に日本で公開となった『ゲンスブールと女たち』である。バーキンはこの前月の2011年4月6日に日本で震災復興支援コンサート「Together for Japan」を開催した。

## 収録曲
1. 想い出のロックン・ローラー Ex-fan des sixties (3:00)
—— アルバムの表題曲。ザ・ビートルズのメンバー等、1960年代の著名なロックン・ローラーへのオマージュ。フランスで大ヒット[2]。バーキンにとっては歌うのが難しい曲で、リズムがよくわからなかったのだがゲンスブールはそのようなバーキンの状態を理解していなかったとバーキン本人が言っている[7]。この表題曲は日本の女優安田成美が「思い出のロックンロール」という題名の日本語カバー[8]を1988年に発表した[* 6]。音楽グループピチカート・ファイヴ最後のボーカリスト野宮真貴は、2015年11月13日から始まったビルボードライブ公演において「想い出のロックンローラー」をカバーした[9][10]。
2. リップスティック黙示録 Apocalypstick (2:35)[11]
3. Zによる問題集 Exercice en forme de Z (2:30)
—— 歌の中の「ザジ」とはレーモン・クノーの小説『地下鉄のザジ』（1959年）のヒロインの少女。
4. 禁じられたメロディ Mélodie interdite (3:10)
5. 無造作紳士 L'aquoiboniste (2:18)
—— 「aquoiboniste」（「"何にもならない"屋さん」）は、ゲンスブールの友人で何も気にしない男であるジャック・デュトロン（歌手、ギタリスト、俳優）がモデルになっていて[12]、この曲はデュトロンへのオマージュである[13]。ゲンスブールによる造語「aquoiboniste」は、「à quoi bon」（何にもならない）に「-iste」（-主義者）を付けたもの[14]。ロック・ジャーナリストたちは、憂鬱でシニカルなミュージシャンを評する際に「aquoiboniste」という言葉を使用するようになった[12]。フランスの歌手フランソワーズ・アルディがこの曲を拒否した[12]。フランソワーズ・アルディは1981年にジャック・デュトロンと結婚した。
カジノ・ド・パリで行われたバーキンによる1992年のゲンスブール追悼ライブ第1曲を飾った[15]。
日本のTVドラマ『美しい人』（1999年10月15日-12月17日）の主題歌に起用。ドラマ放映期間中の1999年11月1日、日本限定企画ベストアルバム『ベスト』（レーベル: マーキュリー・ミュージックエンタテインメント、カタログ番号: PHCA-1065）がリリースされ、その先行シングル「無造作紳士」（カタログ番号: PHDR-955）が10月27日に日本でリリース。このドラマを放映したTBSの公式サイトにマーキュリー・ミュージックエンタテインメントによる日本語の対訳（田中まこ・訳）が掲載された[16]。
1999年12月8日、日本の音楽家岡崎律子が歌う日本語カバーシングル「アクアボニスト[* 7]」（日本語詞: かの香織、編曲: 門倉聡）がリリース。
モーニング娘。の2代目リーダー飯田圭織は、ゲンスブールのフランス語歌詞でカバーした（2003年の飯田ソロデビュー・アルバム『オサヴリオ〜愛は待ってくれない〜』[17]、シャ乱Qライブビデオ『シャ乱Q ライブツアー 2006 秋の乱 ズルい「Live Live Live」』収録）。
日本の歌手岩崎良美もまた「無造作紳士」をよく歌い[18]、フランス語歌詞で歌うことができる[19]。DVD『岩崎宏美・岩崎良美 Precious Night』（2008年）にフランス語歌詞によるカバーを収録（編曲: 藤野浩一）。
2012年、日本のアパレルメーカー・ナノ・ユニバース（nano・universe）はプライベートブランド「AQUOIBONISTE」（アクアボニスト）を開始した。このブランドは作詞作曲したセルジュ・ゲンスブール本人をイメージモデルとしている[20]。
2014年度、MBSラジオ『松井愛のすこ〜し愛して★』のコーナー「スナック愛」のオープニングテーマ曲に起用。
6. 愛の受難 Vie et résurrection d'un amour passion (3:07)
7. ニコチン Nicotine (2:30)
8. 瞑想のロッキング・チェア Rocking chair (2:12)
—— 歌詞はフランス語[* 8]。この曲はマリティとジルベール・カルパンティエのテレビショウのためにゲンズブールが作り、1974年にそれを歌ったのはイザベル・アジャーニである[21]。
9. 気力減退 Dépressive (3:40)
—— この第9曲（B面第3曲）は、ルートヴィヒ・ヴァン・ベートーヴェンの初期代表作ソナタ第8番作品13『大ソナタ悲愴』にインスパイアされた。
10. 柔かい感触 Le velour des vierges (2:59)
—— フランスの歌手エロディ・フレージュがカバーした（フレージュの2枚目のアルバム『Le Jeu des 7 erreurs』に収録）。
11. X型クラセックス Classée X (2:07)
12. メロ・メロ・メロディ Mélo mélo (2:45)
—— シングルカット盤「想い出のロックン・ローラー」B面に「メロ・メロ・メロディー」（日本盤シングルでは長音が付く）として収録。

作詞・作曲: セルジュ・ゲンスブール

## メンバー
| ボーカル       | ジェーン・バーキン       |
| ベース         | ブライアン・オッジャーズ |
| ドラムス       | ドギー・ライト           |
| パーカッション | ジム・ローレス           |
| エンジニア     | ピーター J. オリフ       |
| 作詞・作曲     | セルジュ・ゲンスブール   |
| 編曲           | アラン・ホークショウ     |
| 写真           | アンドレ・ベルグ         |
| プロデュース   | フィリップ・ルリショム   |